# 괴산 이연경 묘역
괴산 이연경 묘역(槐山 李延慶 墓域)은 충청북도 괴산군 불정면 삼방리에 있는 조선시대 이연경의 무덤이다. 2011년 11월 4일 충청북도의 기념물 제152호로 지정되었다.

## 개요
이연경 묘역은 조선 중기의 사림을 대표하는 성리학자인 이연경을 중심으로, 그의 조부인 이세좌, 부친인 이수원, 아들 이호약, 손자 이광악의 묘가 위아래 5대에 걸친 묘역 조성의 전통을 잘 보여준다.
여러 가지 석물들이 당시의 형태를 그대로 유지하고 있어 조선시대 15세기 말에서 17세기 전반에 걸친 시기의 문인석 조각 수법의 변화상을 한 곳에서 엿보고 학습할 수 있는 귀중한 자료이다.

## 참고 문헌
- 괴산 이연경 묘역 - 국가유산청 국가유산포털